# Masafumi Gotō
Masafumi Gotō (japanski: 後藤 正文, Gotō Masafumi) (Shizouka, 2. prosinca 1976.), je pjevač, gitarist i tekstopisac japanskog rock sastav Asian Kung-Fu Generation. 

## Životopis
Osnovao je sastav 1996. s Kensuke Kitom i Takahirom Yamadom, koje je upoznao na sveučilištu Kanto Gakuin. Bendu se ubrzo pridružio i bubnjar Kiyoshi Ijichi. Goto je diplomirao ekonomiju, a glazbeni uzori su mu grupe Weezer, Number Girl, Teenage Fanclub i Eastern Youth.
Masafumi je napisao većinu pjesama AKFG-a, a neke su postale i uvodne pjesme anima i manga serija, npr. pjesma Rewrite je uvodna pjesma mange Fullmetal Alchemist, Haruka Kanata mange Naruto, a After Dark mange Bleach. 